# Joseph Wopfner

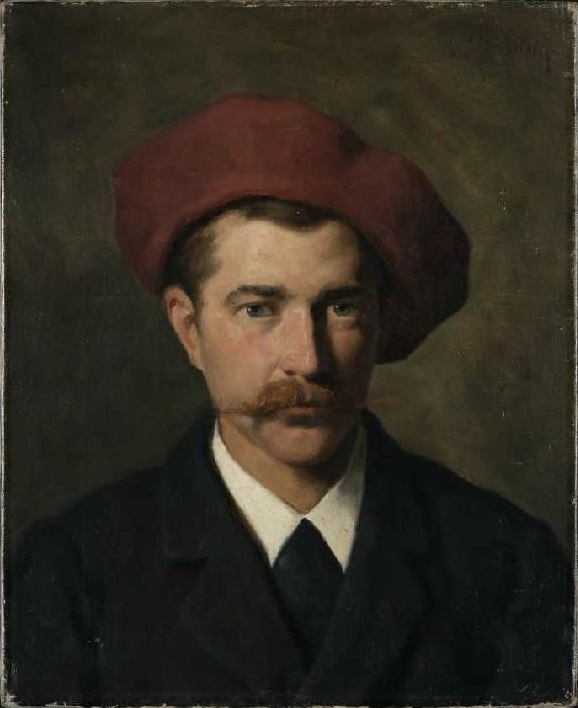
Bildnis des Malers Josef Wopfner (1882) gemalt von Ludwig von Zumbusch

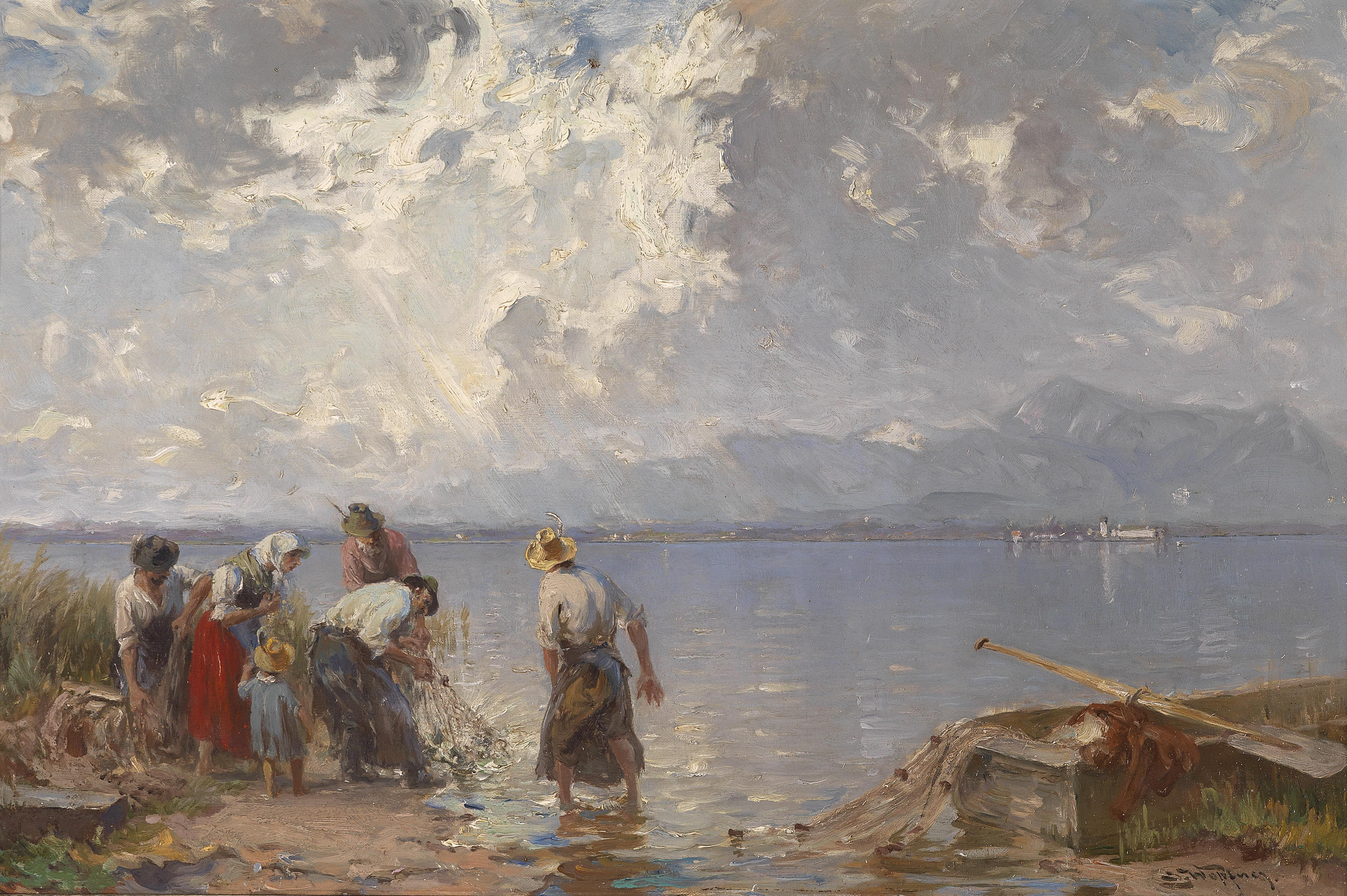
Fischerfamilie am Chiemsee

Joseph Wopfner (auch Josef Wopfner; * 19. März 1843 in Schwaz, Tirol; † 22. Juli 1927 in München) war ein österreichischer Landschaftsmaler und Vertreter der Münchener Schule. Da er für seine Gemälde häufig Motive aus dem Chiemgau benutzte, wird er auch als Chiemseemaler bezeichnet.

## Leben
Joseph Wopfner erlernte zunächst bei seinem Vater das Bäckerhandwerk. Wegen seiner zeichnerischen Begabung ging er 1860 nach München, wo er zunächst als Stubenmaler und Lithograph tätig war. Am 2. Mai 1864 immatrikulierte er sich für die Antikenklasse der Königlichen Akademie der Bildenden Künste, an der er zeitweise Schüler von Carl Theodor von Piloty war und sich mit Wilhelm Leibl anfreundete. Nach Abschluss des Studiums 1872 richtete er sich ein eigenes Atelier in der Landwehrstraße ein. Im selben Jahr entdeckte er die unberührte Natur des Chiemgaus, die ihn inspirierte und dessen Landschaft fast sein gesamtes künstlerisches Schaffen prägte. Deshalb verbrachte er jeweils die Sommermonate auf der Fraueninsel. 1873 gehörte er zu den Mitbegründern der Münchner Künstlergesellschaft Allotria, auf deren Jahresausstellung er im selben Jahr mit den Gemälden „Kartoffelernte“ und „Motiv in Chiemsee“ vertreten war. Einer seiner Schüler war Carl Bolze. 1884 verlegte Wopfner sein Atelier in die Nymphenburger Str. 24 (heute 41). 1885 ernannte ihn seine Heimatgemeinde Schwaz zum Ehrenbürger, 1886 die Gemeinde Frauenchiemsee. In Anerkennung seiner Verdienste wurde ihm 1887 der Bayerische Michaelsorden verliehen. Die Königliche Akademie der Bildenden Künste, deren Ehrenmitglied er seit 1896 war, ernannte ihn am 3. November 1888 zum Titularprofessor. Auf der Glaspalast-Ausstellung 1890 wurde er mit einer Goldmedaille ausgezeichnet. Da er mehrmals den Prinzregenten Luitpold porträtiert hatte, erhielt er 1906 die Prinzregent-Luitpold-Medaille. 1914 wurde ihm die Bayerische Staatsbürgerschaft verliehen.
Anhand Wopfners Skizzenbüchern lässt sich nachweisen, dass er Kontakte zu den Malerkolonien in Brannenburg, Polling, Bernried am Starnberger See, Ebenhausen, Dachau und Pähl unterhielt. Dem Bozener Batzenhäusl, das ein beliebter Künstlertreffpunkt war, stiftete er fünf Gemälde.
Joseph Wopfner heiratete 1878 in der Münchner St.-Bonifaz-Kirche Mathilde Killian (1849–1926). Joseph Wopfner starb 1927 im Alter von 84 Jahren in München.

## Grabstätte

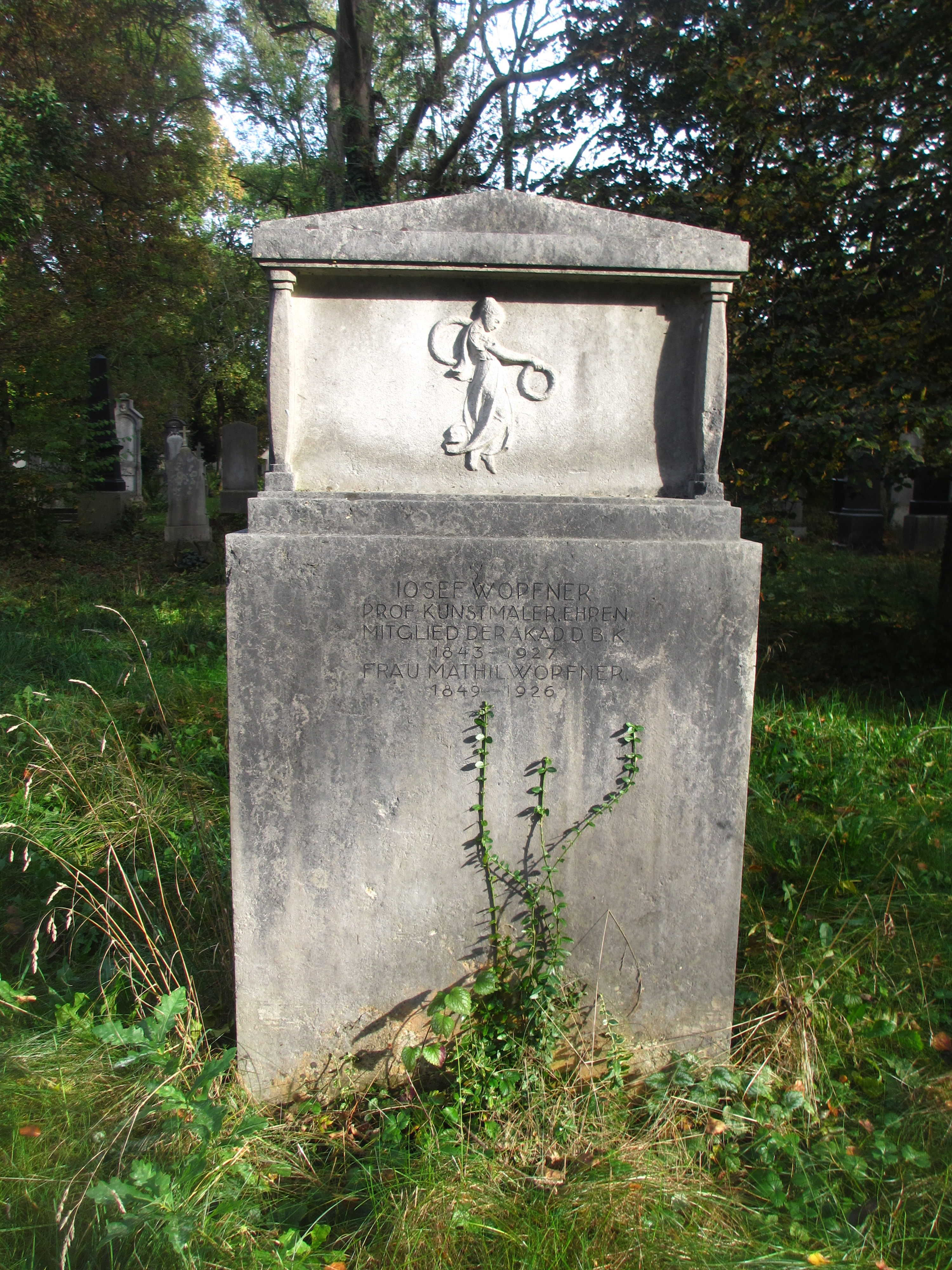
Grab von Joseph Wopfner auf dem Alten Südlichen Friedhof in München

Die Grabstätte von Joseph Wopfner befindet sich auf dem Alten Südlichen Friedhof in München (Gräberfeld 18 – Reihe 10 – Platz 15) Standort. In dem Grab ist auch Wopfners Frau Mathilde Wopfner geborene Mathilde Killian (1849–1926) begraben.

## Namensgeber für Straßen
Nach Joseph Wopfner wurde 1927 in München im Stadtteil Oberföhring (Stadtbezirk 13 – Bogenhausen) der Wopfnerweg⊙ benannt. Ebenso wurden in Seebruck und Prien am Chiemsee sowie in seiner Geburtsstadt Schwaz / Tirol Straßen nach Joseph Wopfner benannt.

## Bilderauswahl

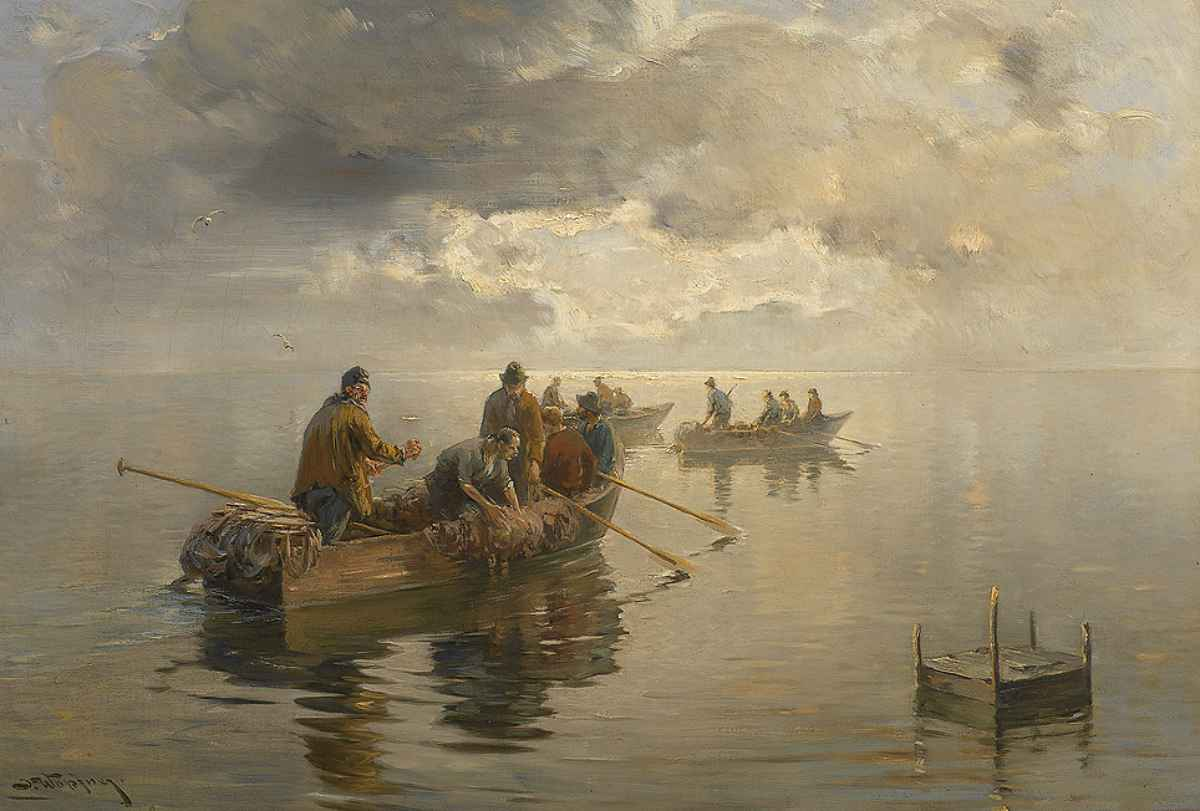
Chiemseefischer im dunstigen Licht am frühen Morgen
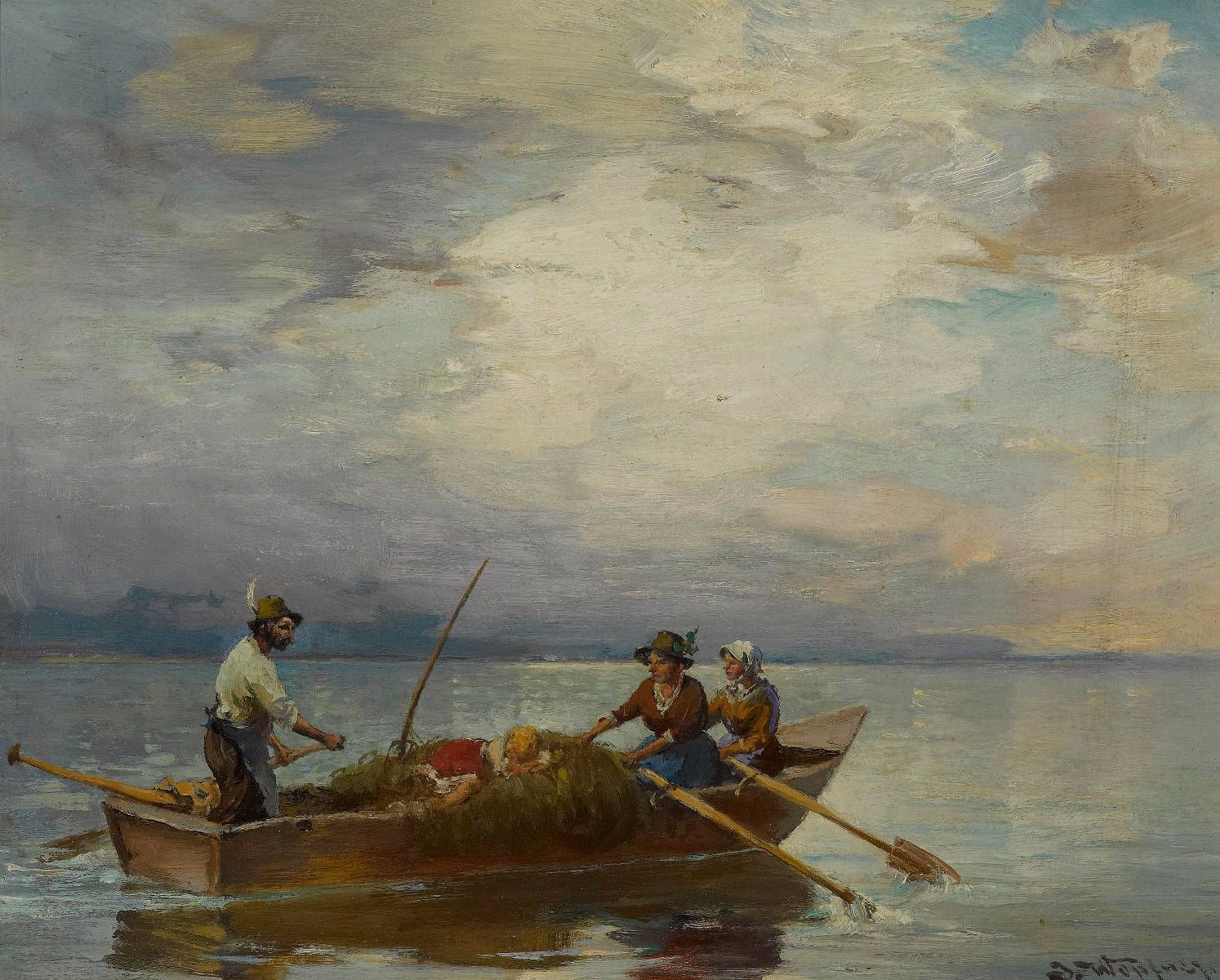
Überfahrt auf dem Chiemsee
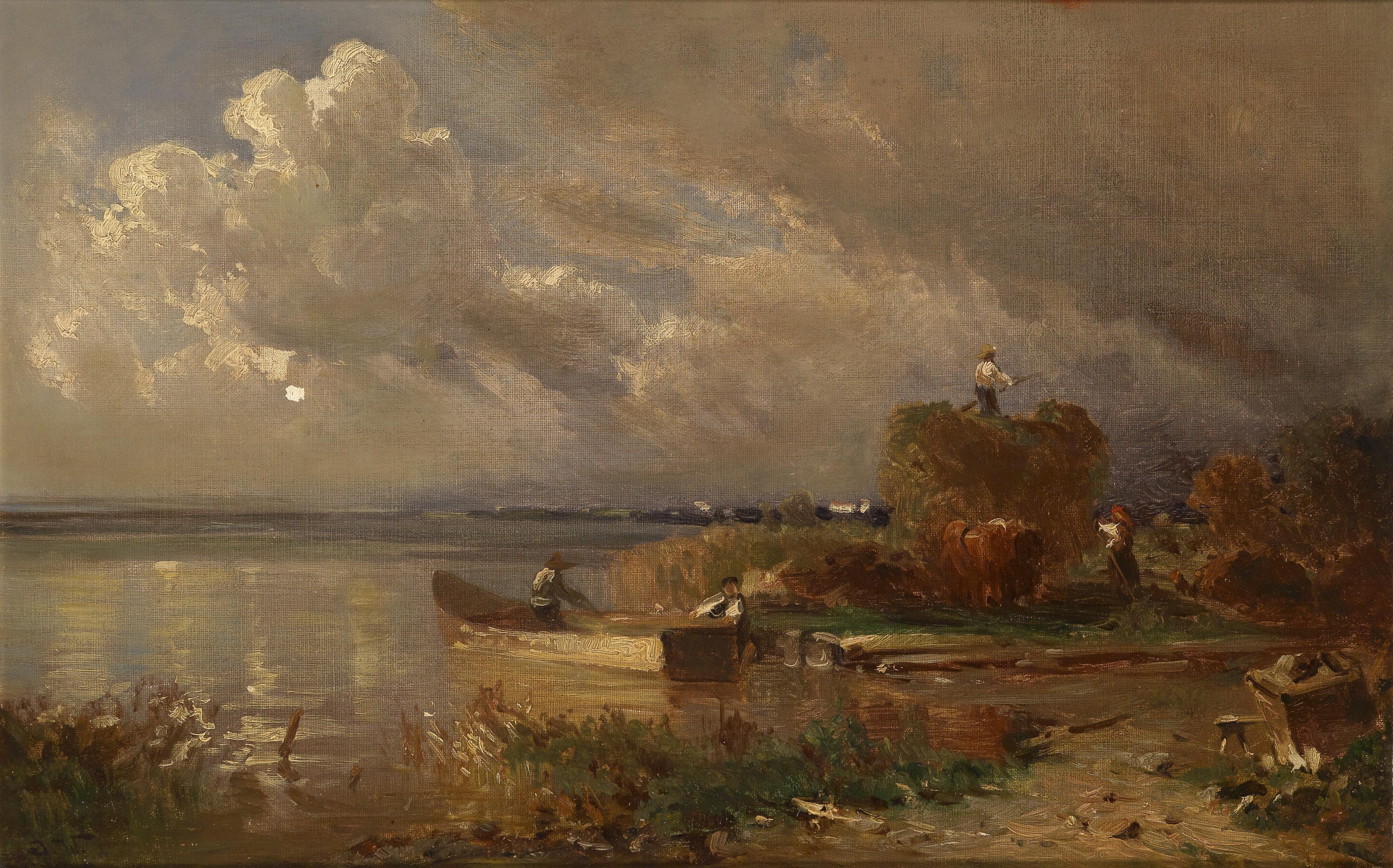
Ernte am Chiemsee
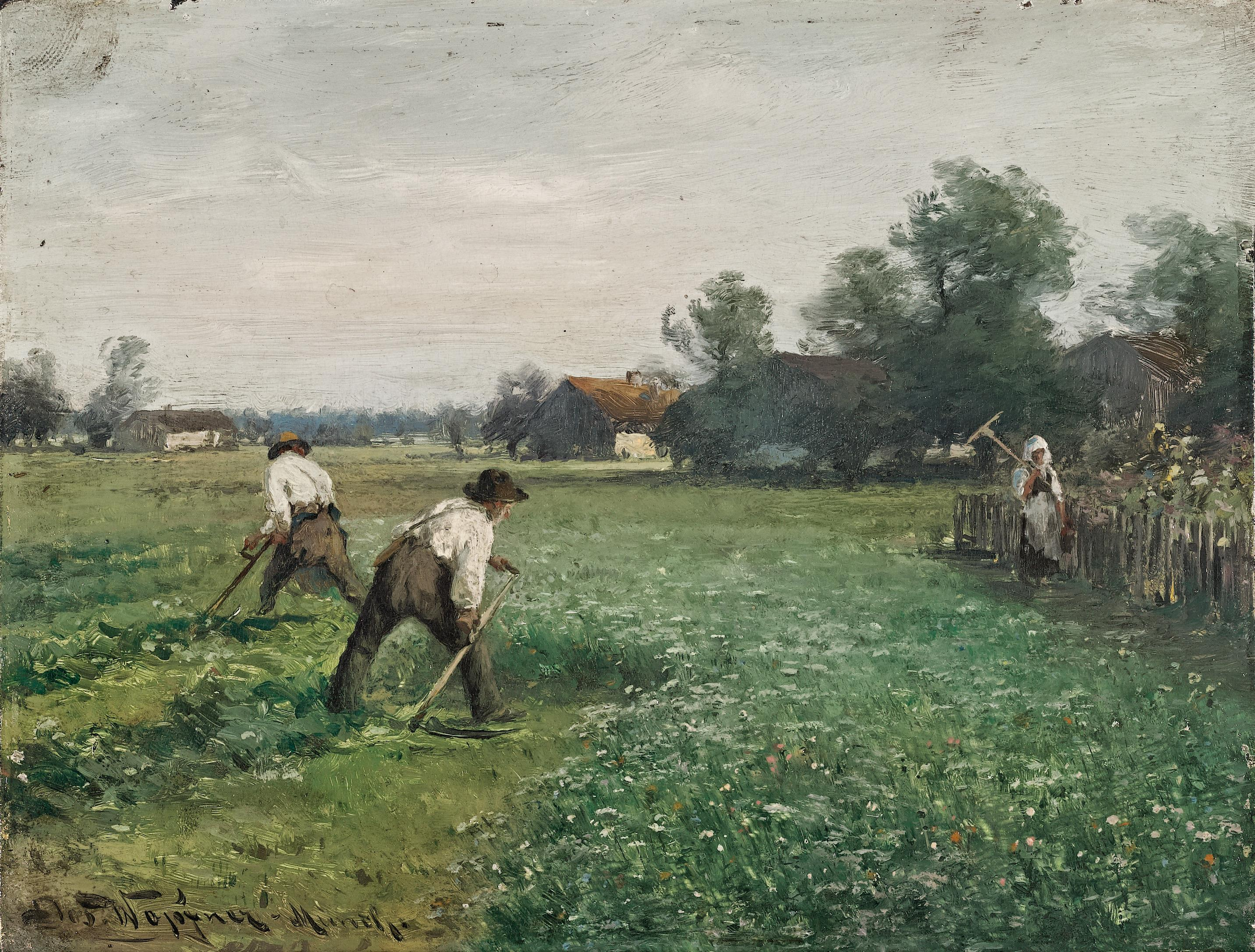
Erntezeit
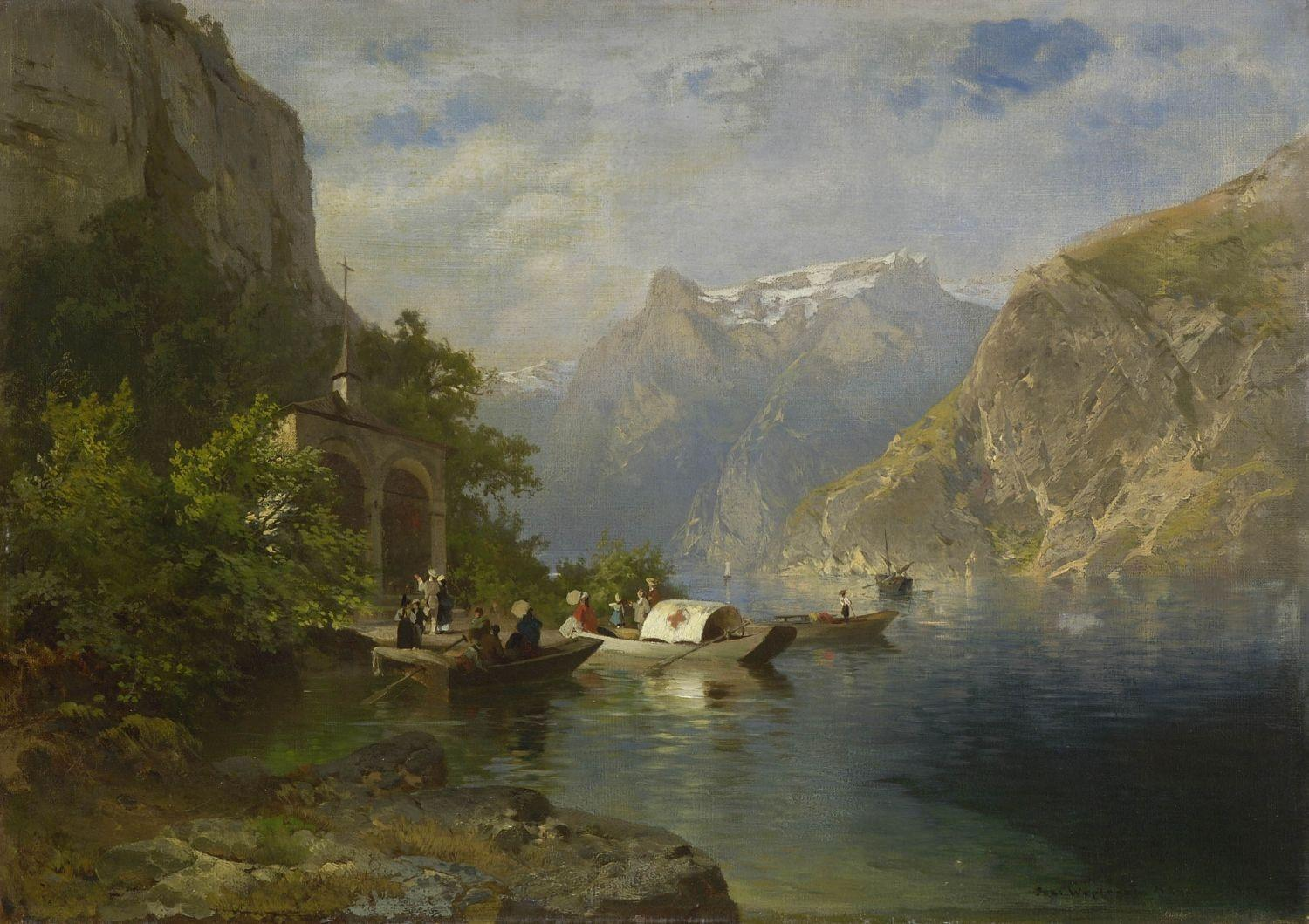
Bei der Tell-Kapelle am Ufer des Vierwaldstätter Sees (1873)
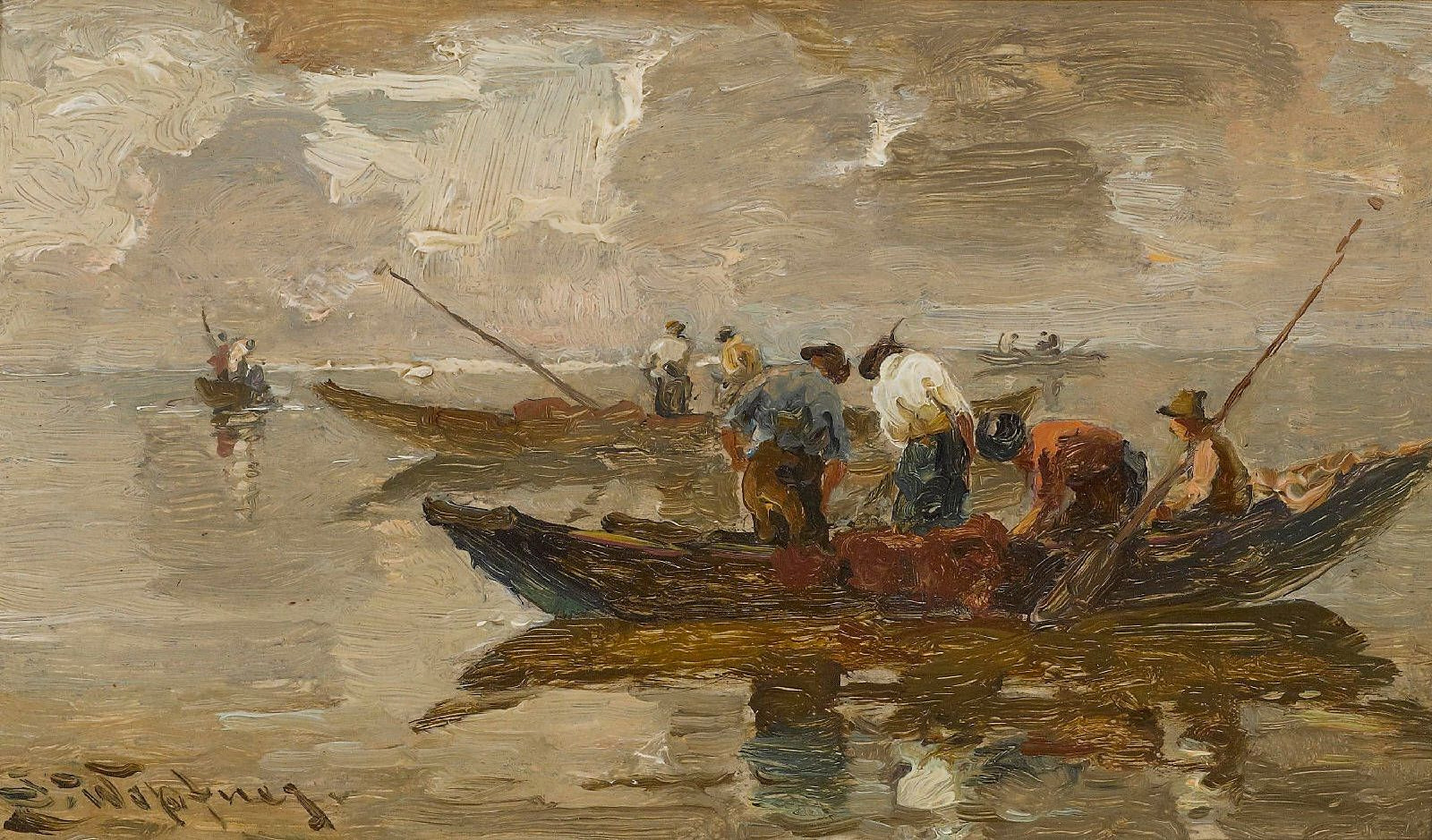
Bodenseefischer
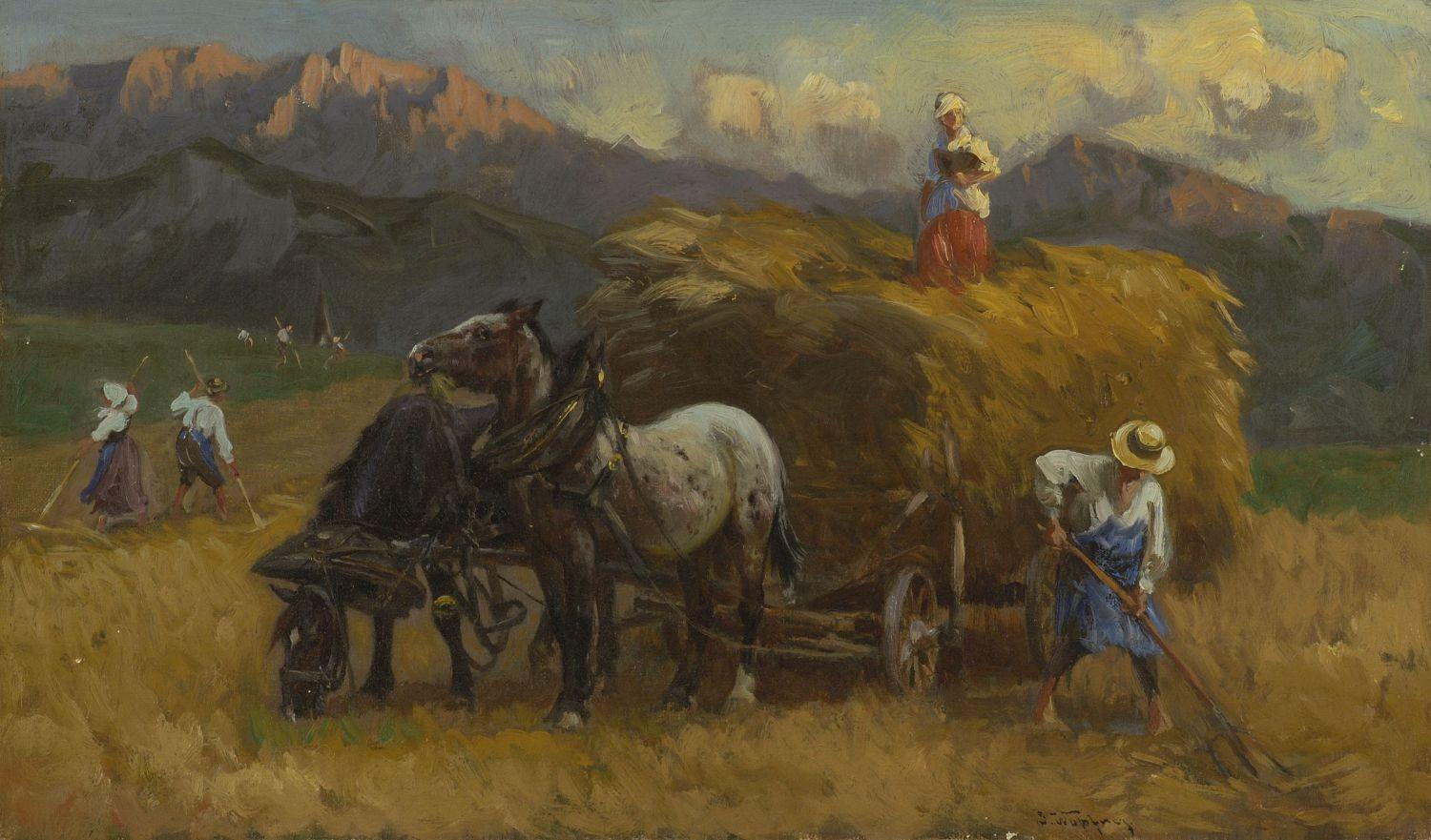
Heuernte
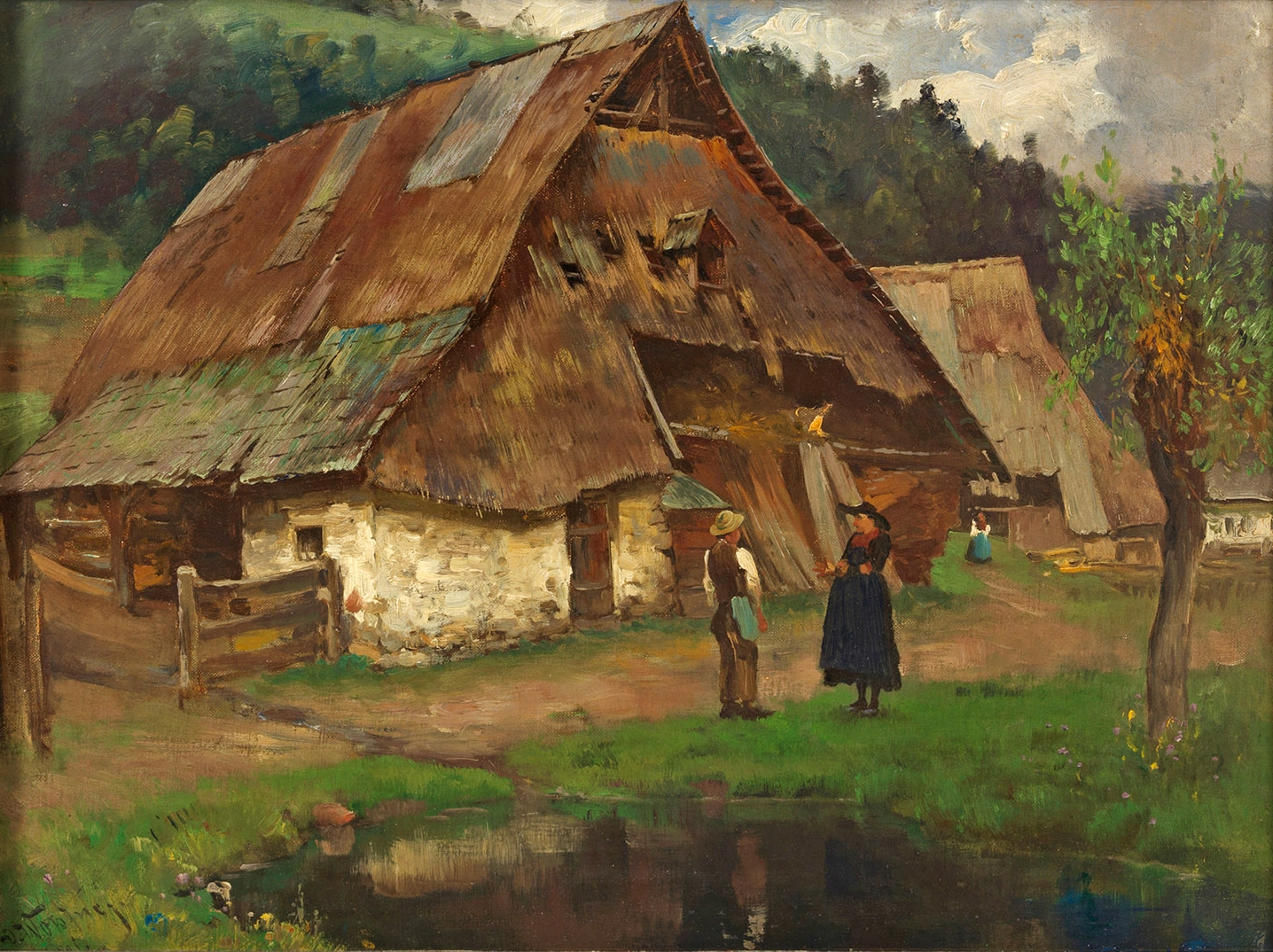
Alter Stadel aus Sarntheim (1901)
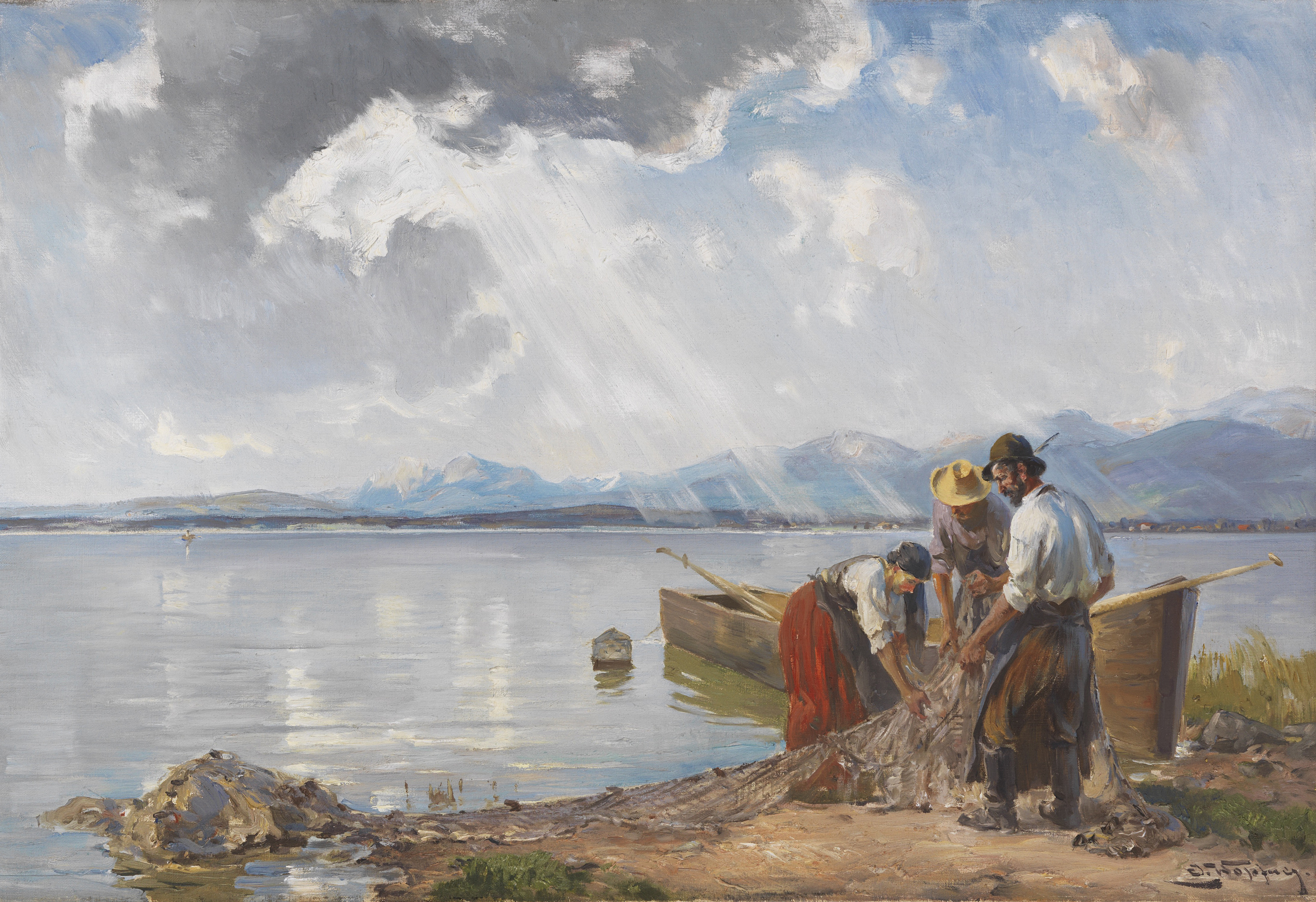
Fischer am Chiemseeufer (1905)
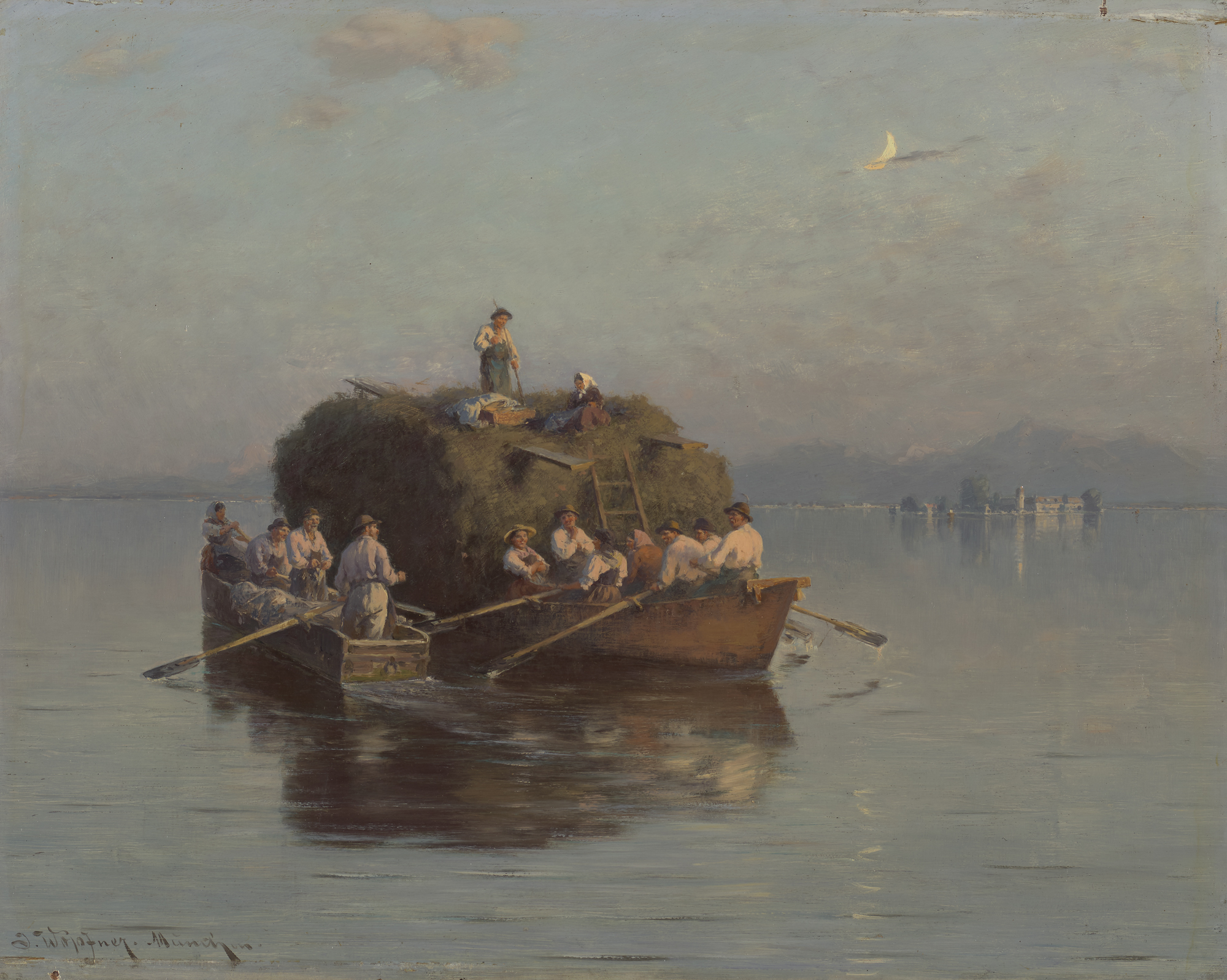
Heuboot auf dem Chiemsee (ca. 1885)
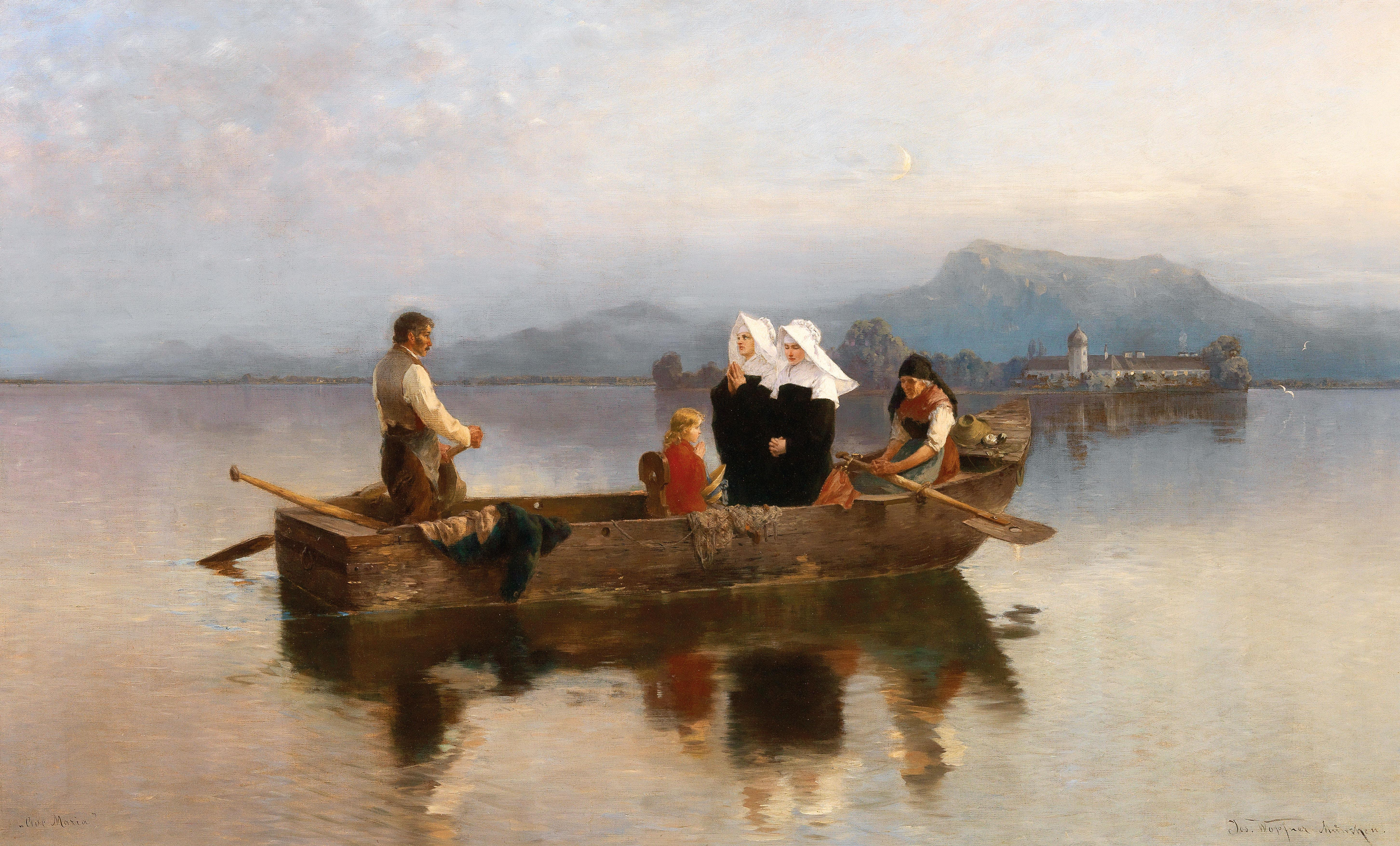
„Ave Maria“ (Chiemsee mit Fraueninsel im Hintergrund)
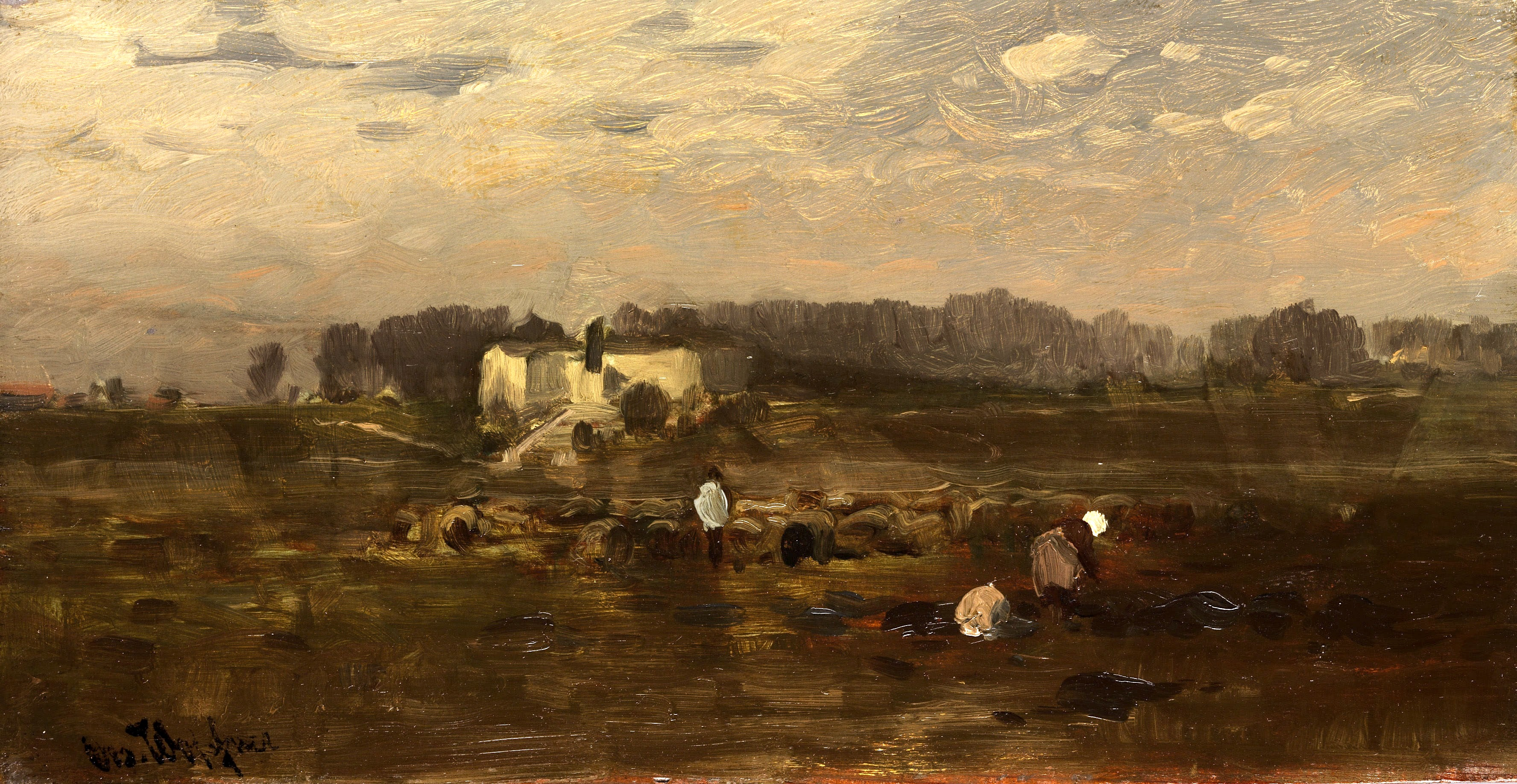
Theresienwiese (München)
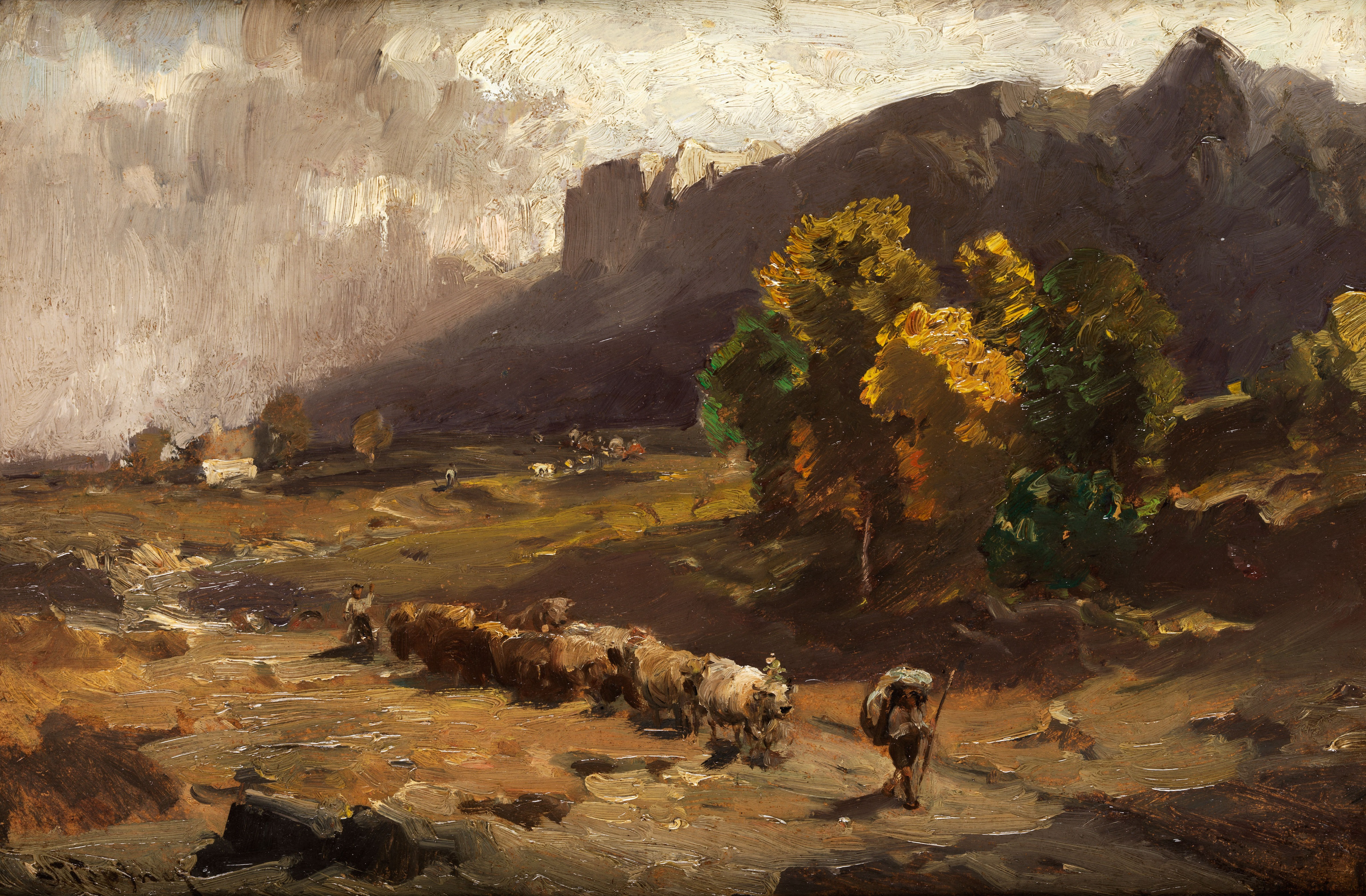
Almabtrieb bei Bozen (ca. 1896)
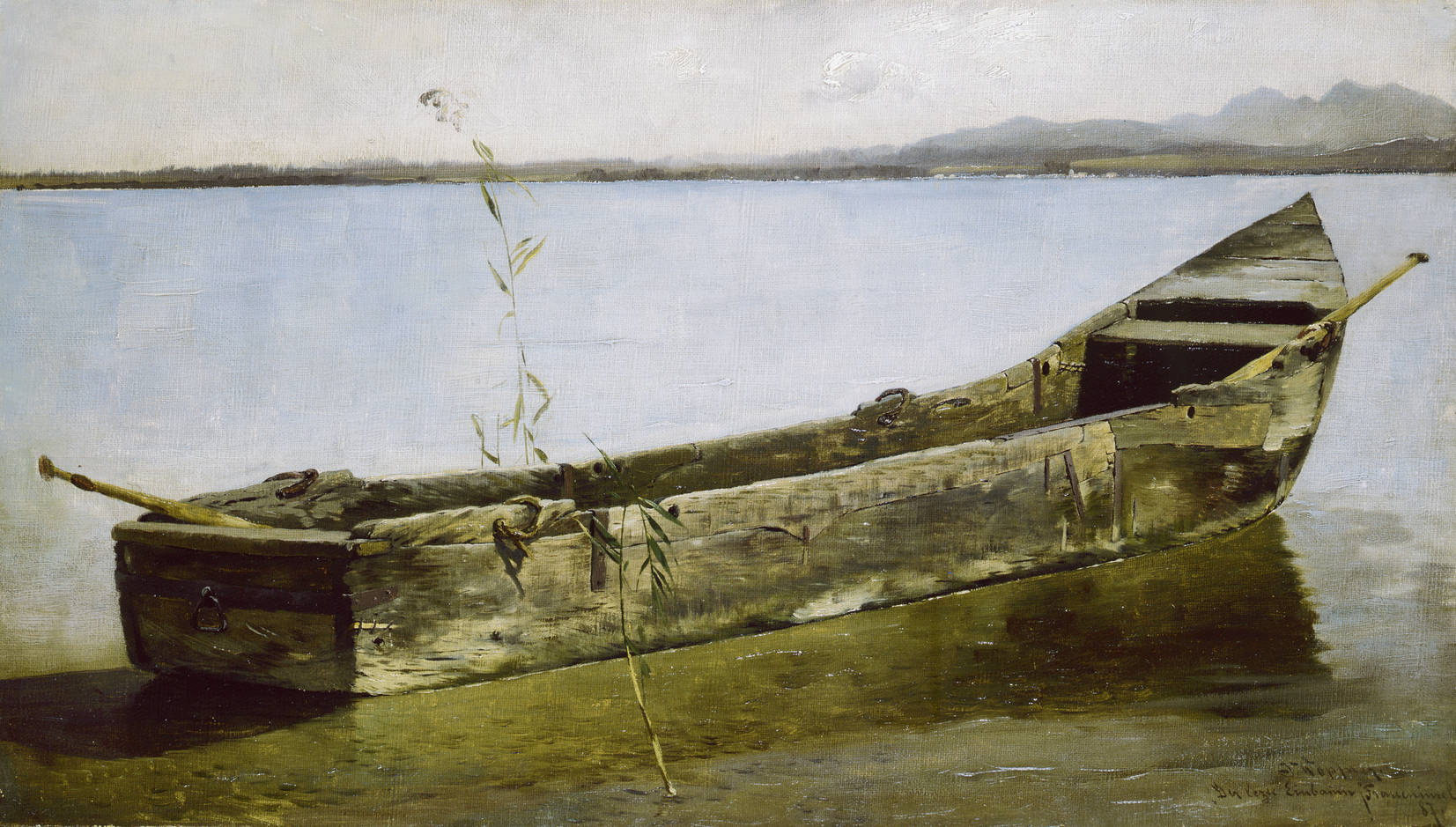
Der letzte Einbaum (1887)